# 中华人民共和国大规模监控
中华人民共和国大规模监控是中华人民共和国政府在中国大陆实行的包括互联网审查、摄像头监控等大规模监控行为，其中利用了人工智慧、人臉辨識、指纹识别、声纹识别、虹膜识别、大数据分析、DNA检测等技術，与中国大陆的社会信用体系紧密相连。与此同时，不少中國本土的科技企業也有参与本國的大規模監控計劃，主要包括海康威視、商湯科技、华为、中兴等。
隨著科技發展的進步，政府對於社會的監控手段也越來越多樣化。在中國，高科技監控技術是以國家的身份輔以技術產業為其助力而建立的規模空前的國家級監控系統，達到維繫社會秩序之目的。
截止2019年，据估计中国大陆的“天网”系统在各地设有约2亿个公共监控摄像头、数量是美国公共监控探头的4倍（2019年時，中国大陆人口約爲美國人口的4.289倍），其中八个中国城市位列世界最大规模监控城市前十名：重庆、深圳、上海分列世界前3名，其它前10名的中国城市还包括天津(4)、济南(5)、武汉(7)、广州(8)、北京(9)。而到2020年社会信用体系基本建成并全面启用时，中国大陆各地的公共监控摄像头数量预计将达6.26亿个，其中深圳市计划在未来几年内将现有的193万个公共监控摄像头扩增至1668万个。根据IDC估计，截至2022年，中国视频监控摄像头部署量将达到 27.6 亿台。
胡佛研究所2023年4月發佈報告，認為習近平統治下的中國黨國體系試圖通過企業擴張將世界各地的海量數據引向中國，目的是提高中國的情報搜集和操控外國的影響力。報告指該體系是利用企業在商業活動中的數據徵集，建立人類個體基因組的數據庫、尋找外國經濟的薄弱環節、挖掘電信網絡的商業秘密和情報、操縱網絡信息環境、通過社交媒體掌握外國公民的特徵，並攻擊那些以批判方式報道中國和中國企業的記者。

## 监控技术
具體的技術方面，主要由四方面組成：
- 前所未有地大規模收集個人數據。
- 通過科技和人力實行近乎全面監控。
- 通过人力物力实现近乎数字极权主义。

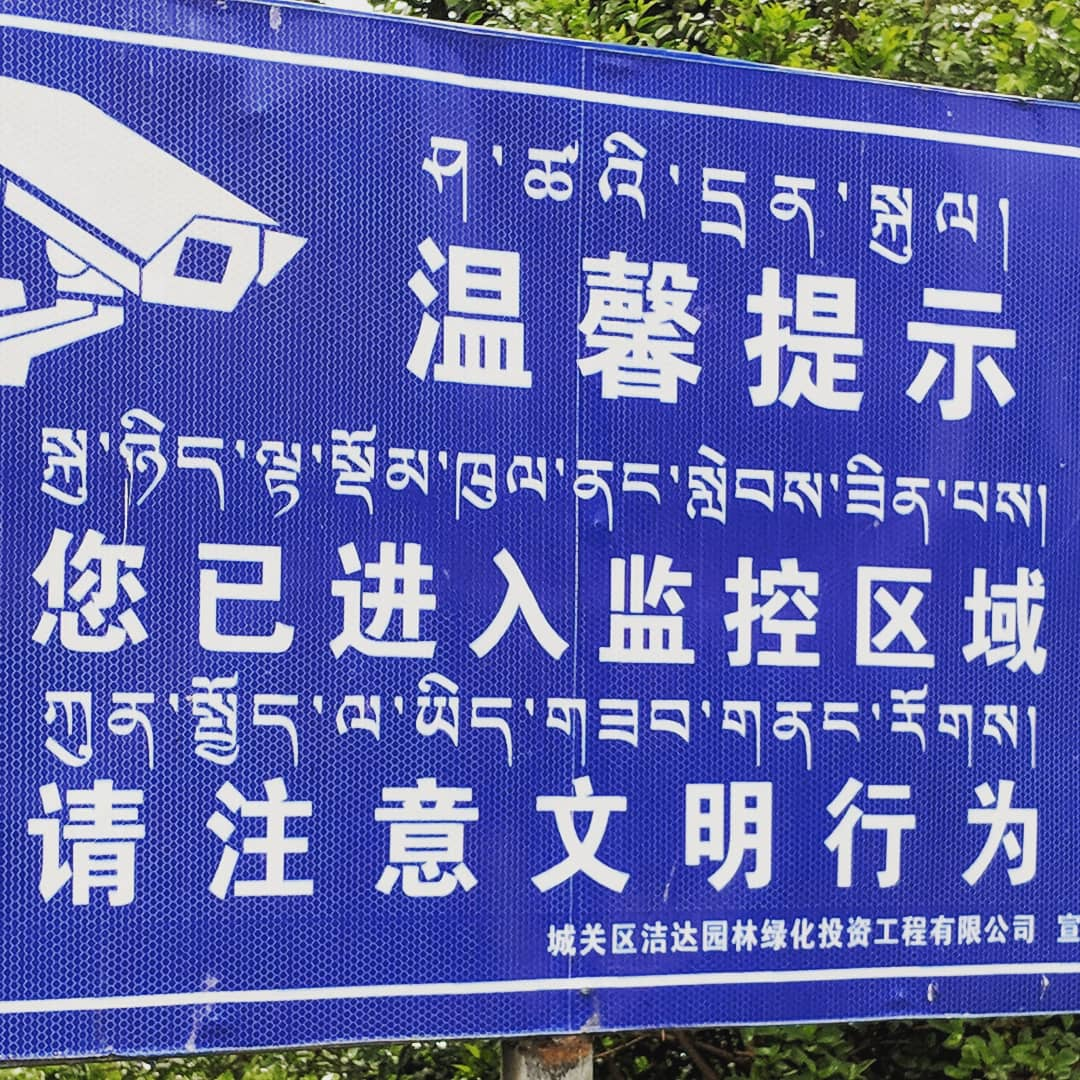
位于中国西藏的摄像头监控区域

- 通過先進的人工智能和軍事化協調運作進行數據分析和管理。

最終目標是建立一個精密、完備的國家數據庫，使安保力量能夠實時或近乎實時地對在中國的每一個人進行跟蹤、分析和必要的控制。從面部識別、DNA採樣、生物識別、GPS、電腦軟件、手机应用程序、無人機以及大量部署的高分辨率閉路電視攝像頭等收集的大量數據。

### 實名制
中國政府部門2010年起推行手機實名制以加強控制，強迫手機用戶必須錄入身份證件才可使用通訊服務。往後當局繼續擴大實名認證制度的範圍，以習近平上臺後，2013年將「社會管理」轉變為「社會治理」，推動實名登記，新增「國家安全體系」，不斷收緊社會空間， 壓縮普羅大眾的言論空間并加強對異議人士的監控，堅持黨國強勢介入，建立一個完全只有中國大陆市場可以使用的系統，如購買火車票等只能憑身分證件。不論在跨區交通、購物消費等方面，很多都只能使用綁定實名認證的中國手機號碼才能獲取移動支付系統、電子系統的服務，而使用微信支付或支付寶等也要實名認證的中國手機號碼才可以。2017年完成的網絡安全法也加強了在網站和社交媒體實行實名登記的規定，對向未提供實名信息的用戶提供服務的網絡運營商加以懲罰。2023年8月1日實施《互聯網用戶帳號信息管理規定》，同樣要求用戶應實名註冊外，也要求網路資訊服務提供者須核實用戶的資訊，並指出實名制是基於維護意識形態安全、防範化解國家安全風險的需要而制定的。有關全面推行實名制的數據蒐集設備，可不需獲得使用者授權便即時「自動」蒐集整合的資料，推送予警政監控系統；公安和國安等人員可以直接透過身份登記資料，更容易地監控使用手機上網的上訪者等，定位上訪、宗教、異議人士等社會群體，或其重點單位機關等的崗位人員，並加以控制，导致侵蝕公民個人隐私。

### 人脸识别
透過人臉識別的監控技術，搭配兒時舊照，便能成功辨識並進行追蹤，且可顯示其手機及個人訊息，最終鎖定目標對象，以便逮捕犯罪。其中，以人臉識別技術聞名的依圖科技、商湯科技分別在美國國家標準與技術研究院（NIST）2018年公布的有工業界黃金標準之稱的全球人臉識別算法測試（FRVT）結果中，排名前四。

### 手機應用程式

#### 新疆淨網衛士
淨網衛士為中國政府主要在新疆地区所推行的一個手機應用程式，能夠阻擋惡意網站、色情、暴力、宣扬恐怖主义的訊息，同样，在安装该软件后不僅能透過應用程式的安裝封鎖特定網站及禁止民眾在手機上下載特定軟體，中國警方也有能力透過這個軟體得知使用者手機中的所有消息，必要时要求使用者刪除手機內的有害訊息。
2017年7月起，中國政府出于在新疆地区反恐，维稳的需要，要求新疆民眾必須在安卓系統手機上安裝淨網衛士，用以監控及要求刪除手機上的有害訊息，若被查獲未安裝程式、未刪除有害訊息，則將被追究責任。

#### 一體化聯合作戰平台搭配APP
一體化聯合作戰平台為中國政府於新疆地區實施的監控系統，以手機APP（簡稱「作戰APP」）連動平台，使監控範圍更深入至社會角落。作戰APP的主要功能分為：個人資訊蒐集、監測住民通訊使用情形、可疑活動通報、針對目標發動搜查。

#### 國家反詐中心APP
“國家反詐中心”是公安部刑事侦查局开发的手机软件，有部分地区（如广东省深圳市）实行强制市民安装，并且有侵犯民众隐私权之嫌，引发批评。

#### 健康码
在2019冠状病毒病疫情期间推行的「健康码」应用程序是在中国大陆全境内强制性使用的电子通行证。一些媒体和研究者指出，它與警察共享用戶資料，能够監視位置以及健康狀況，會把用戶個資、位置和識別碼發給伺服器。一些地区还有意嘗試集成更多個人健康資料，以構築整體的健康評分體系，與不同的市民、社區和企業進行對比和排名，被批評作社会信用分體系的先行試驗。研究者和活动人士指責这些措施过度侵犯隐私，憂心它在疫情结束後可能會長期存在，作爲政府大規模監控系統的一部分，甚至认为它是“中国開展大规模监控歷史上的里程碑事件之一”。在为期数年的疫情之间，这一应用程序被極個別地區的政府非法滥用为维稳手段，以限制人权律师或维权者等特定人士出行，例如2022年河南银行存款失窃案受害者和烂尾建筑业主。此外，一些地区的健康码还传出大规模数据泄漏的问题，使用者的姓名、身份证号和相片被公开售卖。

#### 植入式間諜軟件
早至2017年，就有許多居民在社交媒體上報告其智能手机被警察强行植入名爲「MFSocket」的不明應用程序，往往是被交警或民警在街頭例行盤查時，或是在警察局中。這些報告多數在新疆地區，但也见于北京等其它地區。根據網路安全專家對其樣本的分析，這是一款功能全面的手機間諜軟件，能訪問Root權限，提取日历事件、短訊內容、联系人、通話記錄、图像和音频等一系列数据文件的，還能獲取GPS定位及靜默安裝其它應用程序。研發這款軟體的福建廈門公司美亞柏科與政府關聯密切，曾推出一系列提取手機內部資料的數位鑑識產品。
除常在街頭植入的针对境内居民的「MFSocket」外，一些訪問新疆的記者以及自临近中亚国家陆地入境的遊客、商人和普通访客報告其手機被当局強行安裝名爲「蜂采」（BXAQ）的应用程序。这个程序能从手机中提取包含短信息和联系人在内的资料，通过GPS追踪活动轨迹，且能扫描手机内部存储，以与程序内置的73,000条图像、音视频或文档文件列表比对。文件列表中既包含与圣战组织伊斯兰国相关的歌曲和处决图像，也包含阿拉伯语词典的扫描档、朗诵古兰经经文的视频、藏传佛教格鲁派领袖十四世达赖喇嘛的照片等其它内容，甚至一首日本重金属乐队Unholy Grave的歌曲也被列入。

## 监控项目

### 平安城市
平安城市為一綜合性安防系統，主要資源來自政府。其透過三防系統(技防系統、物防系統、人防系統)以建設城市的平安和諧。為特大型且綜合性強的管理系統，滿足政府對於城市治安、交通管理等需求。
平安城市實施範圍擴及社會各方面，從道路街區、銀行到校園，甚至包含人民、警務人員、車輛等移動物。系統針對不同的目標，可以提供不同的組合方式（例如視頻、報警）將GIS、電話報警、GPS 車輛反劫防盜，以及遠程可視圖像傳輸等連結在一起，以實現城市裡天災人禍發生時能連動報警、同步指揮調度、犯罪現場可遠程監視及定位監控，從而使城市內之訊息產生高速流動，讓城市安全防護由“事後控制” 向 “事前預防” 轉變，使城市更加安全，同時也讓人民擁有更舒適的生活。

### 天網工程
天網工程整體是一個為滿足城市治安防治及管理需求，對固定區域進行監控與訊息紀錄的視頻監控系統，其主要資源來自政府。
此工程由GIS地圖、圖像採集等工具組成，利用視頻監控的方式對特定且固定之區域進行監控和資訊記錄，來滿足政府對於城市與治安管理之需求。天網工程在路口、公共場所、學校以及治安複雜之場所等地方安裝視頻監控設備，利用網路將區域內所有視頻監控之圖像傳到監控中心(天網工程之管理平台)，同時對交通違規、治安混亂、刑事等案件之圖像訊息進行分類，為城市治安管理、預防犯罪和突發性災害提供可靠的影像資料。

### 雪亮工程
雪亮工程是一個“民眾性治安防範工程”，之所以稱為“雪亮工程”是因為政府認為“民眾的眼睛是雪亮的”。其以縣、鄉、村三級綜治中心為指揮平台，整體重點在於公共安全之視頻監控。其利用三級綜治中心使防範治安之措施拉近到民眾自身身邊，讓民眾們可以一起觀看遠距視頻即時監控，共同參與治安防治，以實現“全覆蓋、無死角”的治安防範。
“雪亮工程”由當地政府與廣電公司合作，利用數位技術，讓民眾透過服務平台，即可了解政府相關政策或是公共工程動態等相關公開資訊。“雪亮工程”可以下載安裝到每家每戶的電視或手機，經由這套監控系統，民眾們打開電視或手機即能看見村里幾個重要路口的同步影像。如果有民眾發現任何安全上之隱憂，便可立即利用平台與相關單位(警務室)進行視訊通話，馬上進行報警的動作。對農民來說，不論是在家或者一定距離外之農田，皆可以方便的隨時監控同步畫面，同時利用電視遙控器或手機進行報警，以進行治安之防範。

## 社会运用

### 社会信用体系
目前在中国大陆，“社会信用体系”用于失信被执行人方面，向社会公示，在最高人民法院相关网站即可查询。其中，根据《最高人民法院关于限制被执行人高消费的若干规定》、《最高人民法院关于公布失信被执行人名单信息的若干规定》中规定，“执行人未履行生效法律文书确定的义务，并具有下列情形之一的，人民法院应当将其纳入失信被执行人名单，依法对其进行信用惩戒：（一）有履行能力而拒不履行生效法律文书确定义务的；（二）以伪造证据、暴力、威胁等方法妨碍、抗拒执行的；（三）以虚假诉讼、虚假仲裁或者以隐匿、转移财产等方法规避执行的；（四）违反财产报告制度的；（五）违反限制消费令的；（六）无正当理由拒不履行执行和解协议的”，且具有部分豁免条款，期限一般为三年。
被纳入失信被执行人名单的，以下行为被禁止：“（一）乘坐交通工具时，选择飞机、列车软卧、轮船二等以上舱位；（二）在星级以上宾馆、酒店、夜总会、高尔夫球场等场所进行高消费；（三）购买不动产或者新建、扩建、高档装修房屋；（四）租赁高档写字楼、宾馆、公寓等场所办公；（五）购买非经营必需车辆；（六）旅游、度假；（七）子女就读高收费私立学校；（八）支付高额保费购买保险理财产品；（九）其他非生活和工作必需的高消费行为。”同时，在“在政府采购、招标投标、行政审批、政府扶持、融资信贷、市场准入、资质认定等方面，对失信被执行人予以信用惩戒。”而针对前文中提到的信用评等等，至今在中国大陆仍无任何法律依据。

### 典型案例
若按照工程建設的規模來進行排序：平安城市為規模及涵蓋範圍皆為最廣大的工程，相較之下「天網工程」則次之，「雪亮工程」則為規模最小之工程建設。
- 2019年，據《寒冬》雜誌報導，浙江省湖州市一名張姓女子，於4月接到房東通知要加裝電子鎖，房東在電話中透露這是派出所要求进行安裝，该地区的出租屋都必須比照辦理。緊接著，就有警察帶著鎖匠到張女租屋處換鎖，同时记录下她的身份證與手機號碼，開門时间、進出次数等資訊都會被記錄下來。警方強調一旦換鎖就需要搬走，故張女無法自行更换，她必須用手機才能回家，而且只要手機沒電關機了就會被鎖在外面。而沒加裝電子鎖的出租房屋会被要求停止出租。除了浙江之外，北京市也開始推動臉部辨識智慧電子鎖，覆盖了当地將近12萬名租屋人士。該電子鎖可透過掃描身份證、手機App以及臉龐，來驗證開門者的身份訊息，並同时將相關資料傳送到公安部數據庫，直接核對住戶身份。[57]
- 2019年，北京大學弒母案嫌犯吳謝宇在重慶江北機場被警方抓獲，機場警方透過 「天眼」系統發現了他，從安檢識別到抓捕到案，前後只花10分鐘。陸媒報導披露了警方抓捕吳謝宇的細節。4月21日凌晨4時許，吳謝宇進入重慶江北機場第二航廈，在三號門進入防爆安全檢查區域等待檢查期間，吳謝宇被監控設備4次抓拍，每次相似度比對都大於或等於98%，最終被機場警方抓獲。[58][59]
- 2018年，張學友在江西省南昌市舉辦演唱會，一名通緝犯因為入場時遭到「天眼」鎖定，在開唱沒多久即遭到警方逮捕。由於演唱會會場設置臉部辨識系統，一名通緝犯在會場入口處準備檢驗票券進場時，當他經過安檢門的幾分鐘之後，天眼系統即立刻發出預警。根據媒體報導，員警是依據演唱會的智慧安保人臉識別系統鎖定該名通緝犯進而進行逮捕。[60]
- 2017年，英国广播公司記者沙磊獲准在貴州監控中心實測挑戰中國天眼系統。其臉部被掃描設定為嫌疑犯後，即沒入茫茫人海的市區，但他從市區走到車站不到7分鐘就被中國警察透過天眼系統攔獲，創下最快「落網」紀錄。[61]

## 评价

### 正面评价
- 2017年，《中时电子报》报道，“監視器無所不在，能增加城市安全感。...... 結合無線射頻、北斗導航等現代技術，大陸目前在主要城市區域，已經完成公共安全監控系統的集成應用，建立國家級和省級公共安全視頻圖像資料處理分析中心，做到即時監控、軌跡追蹤、快速檢索。”[62]
- 2015年，《新华网》报道，“全域覆蓋、全網共用、全時可用、全程可控”的公共安全視頻監控建設聯網應用，目的在於加強治安防控、優化交通出行、服務城市管理、創新社會治理。”[63]這個部分實質上與中國政府宣稱其要將大規模监控技術用於打擊犯罪、維持社會秩序的功能相符。

### 负面评价
- 2022年12月，國際特赦組織中國研究員阿爾卡·阿卡德評論：「警察會上門了解抗議者在抗議期間的行蹤，这可能是基于大规模监控收集到的证据，.....中国的‘老大哥’技术从未关过，政府希望它现在就能显示出平息骚乱方面的有效性。」[64]。
- 2019年8月，《德国之声》报道，“研究人员并未发现摄像头数量与犯罪或安全之间有任何显著的相关联系。”该报道称，研究者在报告中指出：“一般来说，更多的摄像头并不一定会让人们感到更安全。”[65]
- 2019年8月，《南华早报》报道，Comparitech的编辑比肖夫（Paul Bischoff）认为：“中国正在大面积地限制民众的行动自由。摄像头和人脸识别在其中扮演着重要角色。”[65][66]
- 2019年5月，国际组织人权观察指出，中国当局利用手机应用程序（APP），对中国西北部新疆地区的穆斯林实施非法的大规模监控和任意拘留，中国政府应该立即关闭一体化平台，删除从新疆居民收集到的所有数据。[9]
- 2019年5月，人權觀察資深中國研究員王松蓮說:“我們的研究首次證實，新疆警方正在使用非法手段收集、紀錄人們完全合法的行為。中國政府監視著新疆人生活的每個方面，挑選出他們認為不能信任的對象，並針對這些對象進行額外審查。”[10][67]他认为“在习近平领导下，中国的高压统治已经成为新疆穆斯林的敌托邦（dystopian）噩梦。”[10]
- 2018年-2019年，《纽约时报》认为，“靠数百万台摄像头和数十亿行代码，中国正在建设一个高科技的威权主义未来”并利用其来监控维族人。[6][68]
- 2014年3月，国际组织无国界记者将中国列入了“互联网敌人”名单，并认为中国因网络审查致使中国成为“全球最大的网民监狱”。[69][70]

## 备注
1. ↑  據來源受訪者口述，其任職單位內有專門檢察組，可聯入身份登記系統，實時監控內部員工的實名客運記錄，核驗如記錄未告知監控人員便會問詢對方。
2. ↑  实际执行中包括高速动车组列车全部席位（G字头）、动车组列车一等座及以上席位（D字头），C字头列车则根据最高设计运行时速区段限制（即以全程中设计时速最高的部分为准），250km/h及以下的归为动车组列车，250km/h以上的归为高速动车组列车。